# Геронтолошка истраживачка група
Геронтолошка истраживачка група (ГРГ) је научноистраживачка организација основана 1990. године на Универзитету Калифорније у Лос Анђелесу. Посвећена је истраживању трајања животног века свих врста на планети укључујући и човека. У сарадњи са Гинисовом књигом рекорда, верификује и проглашава најстаријег живог мушкарца и особу на свету. Поред тога истражује и потврђује националне рекордере дуговечности, то јест најстарије људе икада по државама и регионима широм света.

## Историја
Групу за истраживање геронтологије (ГРГ) су 1990. године покренули др. Стивен Колс и Стивен Кеј као групу истраживача геронтологије у различитим областима који се састају једном месечно на Универзитету Калифорније у Лос Анђелесу.
Године 1995. ГРГ је додао веб локацију (grg.org), а 1997. је почео да прати и потврђује најстарије живе људе на свету. Претходно, група је почела као организација која је истраживала границе животног века свих врста сисара, а око 1998-1999. основали су комисију за истраживање тврдњи како би открили ко је најстарија особа на свету у било ком тренутку.
2000. године, Геронтолошка истраживачка група је постала консултант за геронтологију за Гинисову књигу рекорда.
Издања Гинисових рекорда до 2008. године указују на то да се Геронтолошка истраживачка група користи као њен ауторитет за своју категорију "Најстарији живи људи на свету", што ГРГ проверава помоћу извода из матичне књиге рођених и венчаних.
У новембру 2022. године, ГРГ је покренуо нову веб страницу суперстогодишње дивизије за истраживање и базе података, означавајући велику надоградњу и нову еру у свом истраживању и мисији током више од три деценије постојања.
У јануару 2023. године, ГРГ је био одговоран за стварање Светског форума за суперстогодишњаке, онлајн заједнице која је имала за циљ да проучава теме везане за људску дуговечност, геронтологију и суперстогодишњаке, поштујући смернице међусобног поштовања и научног интегритета.

## Чланови
Група броји преко 500 чланова, укључујући волонтере, ГРГ дописнике и друге научне тимове.